# ボブ・バファート

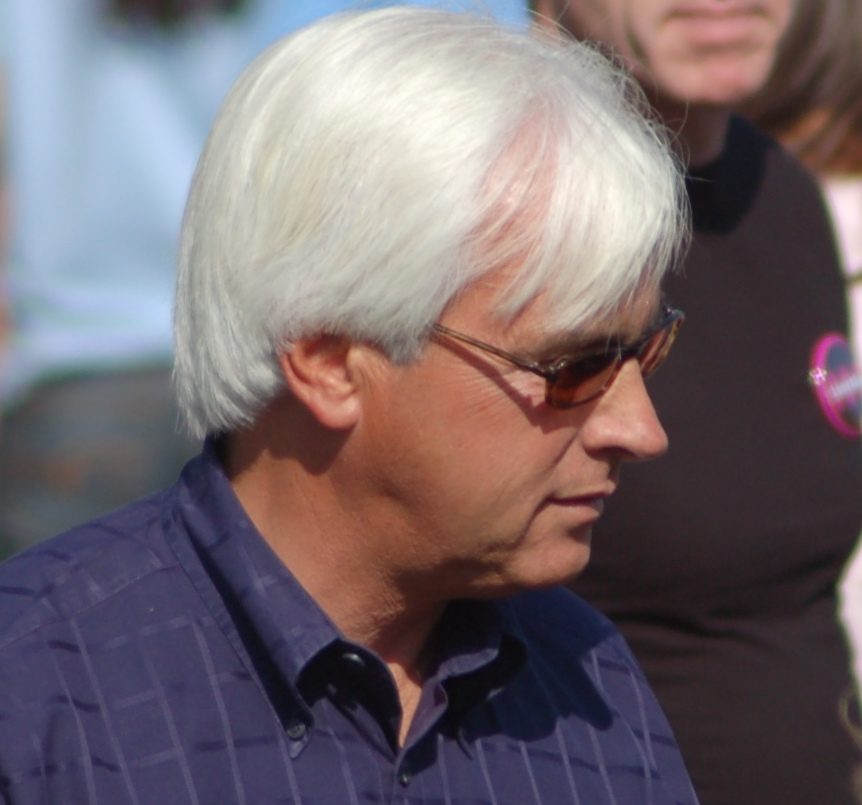
ボブ・バファート

ボブ・バファート（Bob Baffert、1953年1月13日 - ）は、アメリカ合衆国の調教師、および馬主。4度のリーディングトレーナーに輝き、2009年には殿堂入りを果たした。 

## 経歴
アリゾナ州ノガレスの牛や鶏の畜産牧場の出身で、アリゾナ大学で競馬運営を学び、理学士の学位を得て卒業した。アリゾナ州リリートパーク競馬場のクォーターホースの調教師として競馬界に入り、1983年にカリフォルニア州ロスアラミトス競馬場へと拠点を移した。クォーターホース最大レースであるチャンピオンオブチャンピオンズをゴールドコーストエクスプレス、ショーニーズフェイヴァリットで制している。
1991年より平地競馬用サラブレッドの調教を始めると、翌年にはサーティースルーズでブリーダーズカップ・スプリントを制してG1初制覇。2015年にはアメリカンファラオでアメリカクラシック三冠を達成した。アメリカクラシック競走は15度制覇しており、ウェイン・ルーカスの14度を超える最多記録となっている。その他にも14度のブリーダーズカップ競走制覇、3度のドバイワールドカップ優勝を手にしている。これらの成果から現在までに4回のアメリカリーディングトレーナー（獲得賞金王）の座に輝き、1997年から1999年の間には3年連続でエクリプス賞最優秀調教師にも選出された。
2007年6月30日よりカリフォルニア馬主会の取締役として就任している。また、同年にはローンスターパーク競馬場より同競馬場の殿堂調教師として選出され、その後の2009年2月25日にはアメリカ競馬名誉の殿堂博物館から殿堂入り選考のノミネートされたことが発表された。それからしばらくした4月19日に、バファートのアメリカ殿堂入りが正式に発表された。

## 薬物違反疑惑
- 2018年のアメリカクラシック三冠を達成したジャスティファイについて、ケンタッキーダービーの前哨戦であるサンタアニタダービー優勝後の薬物検査で禁止薬物スコポラミンの陽性反応が出ていたため、本来はケンタッキーダービーの出走資格がなかったと報じられた[3]。この報道は2018年7月25日の同馬の引退発表後となる9月11日に行われたが、レース結果が覆るには至らず、翌年1月24日には本馬が2018年のエクリプス賞年度代表馬を受賞している[4]。
- 2020年のケンタッキーオークスで3着入線を果たしたガミーンから、禁止薬物ベタメタゾンの陽性反応が検出されたために失格となった[5]。なお、同馬はデビュー2戦目となった一般戦においても禁止薬物リドカインが検出されて失格となっている[6]。
- 2021年のケンタッキーダービーで優勝したメディーナスピリットから禁止薬物ベタメタゾンの陽性反応が出たため、ニューヨーク州競馬協会（NYRA）から同州の競馬場で行われるレースへのバファート厩舎からの出走を一時停止することが発表された[7]。これによって三冠レースの3戦目となるベルモントステークスへの同馬の出走が不可となった[7]。その後、メディーナスピリットのケンタッキーダービー当日の別検体による再検査でやはり陽性反応が検出されたことから、チャーチルダウンズ競馬場を運営するチャーチルダウンズ社はボブ・バファートの管理馬すべてに対して同社の運営する競馬場において2年間の出走停止処分を科した[5]。しかし、同年7月14日に米連邦地方裁判所はニューヨーク州の3競馬場への出走停止処分を無効とする判決を下した。理由はNYRAが最終審理前に処分を下すなどプロセスに問題があったと判断されたためである[8]。同年12月15日、米連邦地方裁判所はNYRAに対してバファート調教師に弁護費用などを含む10万9124ドル81セント（約1200万円）を支払う判決を下した[9]。2022年2月21日、メディーナスピリットの失格が正式に決定され、バファート調教師には90日間の資格停止と罰金7500ドルの処分が下された[10]。

## 主な管理馬
- アメリカンファラオ American Pharoah - 2015年米国クラシック3冠、ブリーダーズカップ・クラシックなど。
- ジャスティファイ Justify - 2018年米国クラシック3冠。
- キャプテンスティーヴ Captain Steve - 2001年ドバイワールドカップなど。
- コンガリー Congaree - 2002年・2003年シガーマイルハンデキャップ連覇など。
- ポイントギヴン Point Given - 2001年アメリカ二冠馬、年度代表馬。
- リアルクワイエット Real Quiet - 1998年アメリカ二冠馬。
- シルヴァービュレットデイ Silverbulletday - 1998年ブリーダーズカップ・ジュヴェナイルフィリーズなど。2009年アメリカ殿堂入り。
- シルバーチャーム Silver Charm - 1997年アメリカ二冠馬。2007年アメリカ殿堂入り。
- サーティスルーズ Thirty Slews - 1992年ブリーダーズカップ・スプリントなど。
- ヴィンディケーション Vindication - 2002年ブリーダーズカップ・ジュヴェナイルなど。
- ウォーエンブレム War Emblem - 2002年アメリカ二冠馬。
- ミッドナイトリュート Midnight Lute - 2007年・2008年ブリーダーズカップ・スプリント連覇など。
- インディアンブレッシング Indian Blessing - 2007年ブリーダーズカップ・ジュヴェナイルフィリーズなど。
- バイエルン Bayern - 2014年ブリーダーズカップ・クラシックなど。
- アロゲート Arrogate - 2016年BCクラシック優勝など。
- ドレフォン Drefong - 2016年ブリーダーズカップ・スプリントなど。
- マスタリー Mastery - 2016年ロスアラミトスフューチュリティ。
- エイベルタズマン Abel Tasman  - 2017年ケンタッキーオークス、エイコーンステークス、CCAオークスなど。
- ウエストコースト West Coast - 2017年トラヴァーズステークス、ペンシルベニアダービー。
- ロードスター Roadster - 2019年サンタアニタダービー。
- オーセンティック Authentic - 2020年ハスケルインビテーショナルステークス、ケンタッキーダービー、ブリーダーズカップ・クラシック。
- メディーナスピリット Medina Spirit - 2021年オーサムアゲインステークス。
- カントリーグラマー Country Grammer - 2021年ハリウッドゴールドカップステークス、2022年ドバイワールドカップ。